# Albert Montañés
Albert Montañés Roca (n. 26 noiembrie 1980, în San Carlos de la Rápita, Spania) este un jucător profesionist spaniol de tenis. Cea mai bună clasare a sa în ierarhia mondială ATP a fost atinsă în august 2010 când a ajuns pe locul 22.

## Statisticile carierei

### Simplu: 9 (5–4)
| Legendă (înainte/după 2009)                                    |
| Turnee de Grand Slam (0/0)                                     |
| Turneul Campionilor Finala Turului Mondial (0/0)               |
| Masters Series / ATP World Tour Masters 1000 (0/0)             |
| ATP International Series Gold / Seria ATP World Tour 500 (0/1) |
| ATP International Series / Seria ATP World Tour 250 (5/3)      |

| În funcție de suprafață |
| Cinent (0/0)            |
| Zgură (5/4)             |
| Iarbă (0/0)             |
| Carpetă (0/0)           |

| Rezultat   | Nr. | Data               | Turneu                  | Suprafață | Adversar în finală | Scor             |
| Finalist   | 1.  | 16 septembrie 2001 | București, România      | Zgură     | Younes El Aynaoui  | 7–6(5), 7–6(2)   |
| Finalist   | 2.  | 19 aprilie 2004    | Valencia, Spania        | Zgură     | Fernando Verdasco  | 7–6(5), 6–3      |
| Finalist   | 3.  | 27 februarie 2005  | Acapulco, Mexic         | Zgură     | Rafael Nadal       | 6–1, 6-0         |
| Finalist   | 4.  | 30 aprilie 2007    | Casablanca, Maroc       | Zgură     | Paul-Henri Mathieu | 6–1, 6–1         |
| Câștigător | 1.  | 20 iulie 2008      | Amersfoort, Olanda      | Zgură     | Steve Darcis       | 1–6, 7–5, 6–3    |
| Câștigător | 2.  | 10 mai 2009        | Estoril, Portugalia     | Zgură     | James Blake        | 5–7, 7–6(6), 6–0 |
| Câștigător | 3.  | 27 septembrie 2009 | București, România      | Zgură     | Juan Mónaco        | 7–6(2), 7–6(6)   |
| Câștigător | 4.  | 9 mai 2010         | Estoril, Portugalia (2) | Zgură     | Frederico Gil      | 6–2, 6–7(4), 7–5 |
| Câștigător | 5   | 18 iulie 2010      | Stuttgart, Germania     | Zgură     | Gaël Monfils       | 6–2, 1–2 RET     |

### Dublu: 6 (2–4)
| Legendă (înainte/după 2009)                                  |
| Turnee de Grand Slam (0/0)                                   |
| Turneul Campionilor / Finala Turului Mondial ATP (0)         |
| Masters Series / ATP World Tour Masters 1000 (0)             |
| ATP International Series Gold / Seria ATP World Tour 500 (0) |
| ATP International Series / Seria ATP World Tour 250 (2/4)    |

| În funcție de suprafață |
| Ciment (1/0)            |
| Zgură (1/4)             |
| Iarbă (0/0)             |
| Carpetă (0/0)           |

| Rezultat   | Nr. | Data              | Turneu                    | Suprafață | Partener               | Adversari în finală              | Scor             |
| Finalist   | 1.  | 29 ianuarie 2007  | Viña del Mar, Chile       | Zgură     | Rubén Ramírez Hidalgo  | Paul Capdeville Óscar Hernández  | 4–6, 6–4, [10–6] |
| Finalist   | 2.  | 12 februarie 2007 | Costa do Sauípe, Brazilia | Zgură     | Rubén Ramírez Hidalgo  | Lukáš Dlouhý Pavel Vízner        | 6–2, 7–6(4)      |
| Finalist   | 3.  | 18 februarie 2007 | Buenos Aires, Argentina   | Zgură     | Rubén Ramírez Hidalgo  | Sebastián Prieto Martín García   | 6–4, 6–2         |
| Finalist   | 4.  | 11 februarie 2008 | Costa do Sauípe, Brazilia | Zgură     | Santiago Ventura       | Marcelo Melo André Sá            | 4–6, 6–2, [10–7] |
| Câștigător | 1.  | 29 aprilie 2008   | Casablanca, Maroc         | Clay      | Santiago Ventura       | James Cerretani Todd Perry       | 6–1, 6–2         |
| Câștigător | 2.  | 8 ianuarie 2010   | Doha, Qatar               | Ciment    | Guillermo García-López | František Čermák Michal Mertiňák | 6–4, 7–5         |